# York (Dacota do Norte)
York é uma cidade localizada no estado norte-americano de Dacota do Norte, no Condado de Benson.

## Demografia
Segundo o censo norte-americano de 2000, a sua população era de 26 habitantes.
Em 2006, foi estimada uma população de 26, um aumento de 0 (0.0%).

## Geografia
De acordo com o United States Census Bureau tem uma área de
0,6 km², dos quais 0,6 km² cobertos por terra e 0,0 km² cobertos por água. York localiza-se a aproximadamente 491 m acima do nível do mar.

## Localidades na vizinhança
O diagrama seguinte representa as localidades num raio de 28 km ao redor de York.